# Czindery László (udvari tanácsos)
Nagyatádi Czindery László (Pécs, 1792. július 6. – Pécs, 1860. január 24.) császári és királyi udvari tanácsos, Somogy vármegyei főispán, mezőgazdasági szakíró, országgyűlési követ, a Leopold- és szent Gergelyrend vitéze.

## Élete
Ősei Varasd vármegyéből települtek át Somogyba a török kiűzése után. Fiatalon több nyugat-európai országban járt.
1814-ben házasodott össze Dőry Teklával, akivel két gyermekük született, Júlia későbbi Festetics Rudolfné (1815-1859), illetve Mária későbbi Wenckheim Viktorné (1816-1847).
1825-ben Somogy megyei váralispán és országgyűlési követ volt; 1844-ben Vas vármegye főispáni helyettese, 1845-ben Somogy vármegye főispánja lett. Jelentős birtokai voltak Somogyban (Nagyatád és Szigetvár) és Baranyában (Pellérd). 1839-től 1849-ig a magyar gazdasági egyesület másodelnöke volt, és az egyletnél 840 aranyforintos alapítványt tett. Mint hivatalnok kiváló érdemeket szerzett Somogy megye lótenyésztésének emelése körül, saját fajtával, a Czindery-faj elnevezésű lovakkal vált híressé. A Hetes melletti mezőn rendszeresen rendezett lóversenyeket.
Szigetváron és Pellérden cukorgyárat alapított. Pellérden az 1840-es években szeszgyárat és gőzmalmot létesített. Később Szigetváron szivarkagyárat hozott létre. Birtokaira svábokat telepített be. Ilyen volt az 1838-ban létrehozott puszta, amelyet feleségéről Teklafalunak nevezett el.
Az 1840-es években Pécs és az akkor Somogyhoz tartozó Szigetvár között négylovas gyorskocsit üzemeltetett.
Birtokai voltak Magyartelekben és a mai Bogádmindszent településen is.
Bár 1849-ben császári biztosként Kaposvár osztrák katonai megszállását segítette elő, de korábban a város fejlődéséhez is hozzájárult, többek között szerepet vállalt a megyei kórház felépítésében és a város első közparkjának, a Jókai ligetnek a létrehozásában. Szigetváron is akart díszkertet létesíteni, de a köznép egy része tönkretette az ültetvényeket, így Czindery elvesztette a kedvét, és nem folytatta a munkálatokat.
Halálával családja férfiága kihalt.

## Munkái
1. Beszéde Pest, 1832. (Somogyvármegye polgári ünnepe Mérey Sándor főispán beiktatásakor.
2. Mikép gazdálkodhatunk ingyen? Pozsony, 1844.
3. Alaprajza a somogymegyei lótenyésztő társaságnak 1836 előtt…

- Arcképei: rézmetszet báró Lütgendorf Ferd. rajza 1826.; kőnyomat Eybltől 1846., nyomt. Leykum A. Bécsben, és Barabás rajza 1853., nyomt. Rank J. Bécsben.
- Gazdasági cikkeket irt a Gazdasági Tudósításokba (1837. 1839.), Ismertetőbe (1837.), Hasznos Mulatságokba (1837.), M. Gazdába (1841. 1844.) és a Társalkodóba (1846.)